# Mesosemia macella
Mesosemia macella is een vlindersoort uit de familie van de prachtvlinders (Riodinidae), onderfamilie Riodininae.
Mesosemia macella werd in 1859 beschreven door Hewitson.